# Округ Сент Лоренс (Њујорк)
Округ Сент Лоренс (енгл. Saint Lawrence County) је округ у америчкој савезној држави Њујорк. По попису из 2010. године број становника је 111.944.

## Демографија
Према попису становништва из 2010. у округу је живело 111.944 становника, што је 13 (0,0%) становника више него 2000. године.
| Група             | 2000.           | 2010.           |
| Белци             | 104.777 (93,6%) | 103.943 (92,9%) |
| Афроамериканци    | 2.664 (2,4%)    | 2.420 (2,2%)    |
| Азијати           | 800 (0,7%)      | 1.085 (1,0%)    |
| Хиспаноамериканци | 2.008 (1,8%)    | 2.146 (1,9%)    |
| Укупно            | 111.931         | 111.944         |